# زیبای سیاه
زیبای سیاه (به انگلیسی: Black Beauty) یک رمان نوشته شده توسط آنا سیول منتشر شده در سال ۱۸۷۷ است  رمان به سرعت پرفروش شد و نویسنده آن پنج ماه بعد از انتشار کتاب درگذشت تنها کتاب پرفروش این نویسنده است. با فروش پنجاه میلیون نسخه این کتاب در زمره یکی از پرفروش‌ترین کتاب‌های کل دوران قرار می‌گیرد.
داستان این کتاب از زبان یک اسب سیاه که ابتدا تاریکی (Darkie) و بعداً زیبای سیاه (Black Beauty) نام‌گذاری شد بیان می‌شود و به بیان درد و رنج اسب‌ها در قرن نوزدهم و بدرفتاری با آنها می‌پردازد.